# 伊塔尔瓦
伊塔尔瓦是巴西里约热内卢州的一个市镇。总面积296.174平方公里，总人口14676人，人口密度49.6人/平方公里。